# Veckans babe
Veckans Babe är ett musikalbum av Roger Karlsson från 1995. I en återutgivning tretton år senare ingick sex bonusspår.

## Låtlista
1. Brett och Internationellt 1:59
2. Dansar Så Dåligt 3:30
3. Historia 4:02
4. Kulan Rullar 2:57
5. Under Solen 5:35
6. Tiden 3:02
7. Aldrig Nej 2:59
8. Pang 3:27
9. Stora Vägen 4:36
10. Äppelkriget 3:04
11. Ingenting 6:19

### Bonusspår
1. Sand 3:30
2. Upp 3:14
3. Barn 3:35
4. Kras 2:56
5. Människor 2:30
6. Nittiotal 3:47

Inspelad, mixad och producerad av Christian Edgren och Johan Johansson för Nördbankens produktion U.P.A.

## Medverkande
- Roger Karlsson - sång, gitarr
- Lasse Bax - bas
- Johan Johansson - trummor, gitarr
- Kjell Allinger - klaviatur

### Fotnoter
1. ↑  Information i Svensk mediedatabas.